# Srby (Dél-plzeňi járás)
Srby település Csehországban, a Dél-plzeňi járásban. Srby Měcholupy, Sedliště, Ždírec, Louňová, Klášter és Vrčeň településekkel határos. Lakosainak száma 175 fő (2024. január 1.).

## Népesség
A település lakosságának változását az alábbi diagram mutatja:
| Lakosok száma | 326  | 391  | 427  | 344  | 242  | 173  | 169  | 165  | 174  | 175  |
|               | 1869 | 1900 | 1930 | 1961 | 1980 | 2014 | 2017 | 2019 | 2022 | 2024 |